# Oakdale (Minnesota)
Oakdale é uma cidade localizada no estado americano de Minnesota, no Condado de Washington.

## Demografia
Segundo o censo americano de 2000, a sua população era de 26.653 habitantes.
Em 2006, foi estimada uma população de 27.206, um aumento de 553 (2.1%).

## Geografia
De acordo com o United States Census Bureau tem uma área de
29,2 km², dos quais 28,7 km² cobertos por terra e 0,5 km² cobertos por água. Oakdale localiza-se a aproximadamente 144 m acima do nível do mar.

## Localidades na vizinhança
O diagrama seguinte representa as localidades num raio de 8 km ao redor de Oakdale.